# Суг-Аксы
Суг-Аксы (тув. Суг-Аксы) — село, административный центр Сут-Хольского кожууна Республики Тыва.

## Этимология
С тувинского Суг-Аксы переводится как суг — «вода, река», аксы — «устье реки».

## География
Расположено в 260 км к западу от Кызыла на берегу реки Хемчик.

## История
Первые дома в селе появились в 1938 году. В 1940 году в селе Сут-Холь открылась первая школа, директором которой был Иван Чадамович Онамчал. В 1942—1943 годах был построен первый дом культуры, совмещённый с медпунктом.
До 1991 года носило название Сут-Холь.
В 2008—2010 годах в Суг-Аксы был построен буддийский храм «Дуптен Шедуплин».

## Население
| 1959  | 1989  | 2002  | 2010  | 2011  | 2012  | 2013  |
| ----- | ----- | ----- | ----- | ----- | ----- | ----- |
| 2027  | ↗3045 | ↗3077 | ↗3184 | ↘3178 | ↘3131 | ↘3091 |
| 2014  | 2015  | 2016  | 2017  | 2018  | 2019  | 2020  |
| ↗3137 | ↗3147 | ↘3139 | ↗3196 | ↘3168 | ↗3219 | ↘3215 |
| 2021  |       |       |       |       |       |       |
| ↗3307 |       |       |       |       |       |       |

## Инфраструктура
В селе действуют средняя и начальная школа, дом культуры им. Ондара, столовая, Род. дом, АЗС.

## Люди, связанные с селом
- В Сут-Холе в 1944 году родился известный тувинский писатель А. А. Даржай.
- Сут-Холь — малая родина первого лётчика Тувы Чили Санчыковича Чимита (20 октября 1914 — 15 мая 1967).
- В доме культуры директором служил поэт, прозаик Саая Таспай Одербеевич, во времена перестройки работал Сарыглар Алексей Ангыр-оолович (1966) — хоомейжи, заслуженный артист Республики Тыва.